# 正坊とクロ
『正坊とクロ』（しょうぼうとくろ）は、新美南吉作の児童文学。初出は『赤い鳥』1931年8月号。新美が18歳の時の作品である。1943年9月30日に刊行された童話集『花のき村と盗人たち』（帝国教育会出版部）に収録された。

## あらすじ
村々を回る小さなサーカス団がある村で興行を行うが、サーカスの人気者・黒くまのクロが舞台に上がる寸前に腹痛をおこしてしまう。薬も飲まず手の施しようがない団長は、正坊をつれてくることを命じる。初日のはしご乗りで足をひねって入院している正坊の言うことなら、クロは聞くはずと考えたのだ。団長の命を受けたダンサーのお千代が病院から正坊をつれてくるが、すでにクロは生気がなくなっていた。そこで正坊は、いつもクロと一緒に舞台に出て行くときに演奏される「ゆうかんなる水兵」を歌いだす。それを聞いたクロは元気を取り戻して立ち上がり、薬を飲むことができたのだった。
このことがあってから、ますます正坊とクロは仲良しになり、サーカスの人気者となっていくが、サーカス団の内情は10人ほどの仲間がやっと食べていけるだけのものだった。2頭しかいない馬のうちの1頭が病気でなくなると、団長とお千代と正坊を残して、ほかの仲間は団を逃げ出してしまう。団長はサーカス興行をやめる事を決意し、お千代と正坊をメリヤス工場に住まわせ、クロを動物園に売ってしまうことになり、仲良しの正坊とクロは離ればなれになる。
動物園に飼われていたクロは、毎日力の無い眼をして過ごしていたが、ある日、「ゆうかんなる水兵」のメロディーを聞き、体中を血が巡りだしたかのようにいさましく歩き出す。歌っていたのは、お千代と二人で会いにきた正坊だった。クロは、ウォーンウォーンと、のどをしぼるようなうれし泣きの叫びをあげるのだった。